# 榊翔太
榊 翔太（さかき しょうた、1993年8月3日 - ）は、北海道清水町、北海道札幌西陵高等学校出身のサッカー選手。ポジションはフォワード。

## 来歴

### プロ入り前
小柄ながらそのスピードと当たり負けしない競り合いの強さを武器にゴールを狙うストライカー。公式戦初出場で初得点を挙げた。コンサドーレ札幌ユース出身で、2011年11月13日に2012年以降のトップチームへの昇格が発表された。

### コンサドーレ札幌
2012年3月24日J1第3節浦和レッドダイヤモンズ戦に後半26分から途中出場し、Jリーグデビュー。同年4月4日のヤマザキナビスコカップ第2節横浜F・マリノス戦でプロ初得点をあげると、9月15日の25節柏レイソル戦でJリーグ初得点を挙げた。チームは降格したものの、個人としては短い出場時間で5得点と結果を出した。また、この年限りで引退を発表した中山雅史がサッカー人生で印象に残っているシーンは?」という質問に対し、リーグ最終節前の榊のシュートをあげるなど、来季に大きな期待を抱かせるシーズンとなった。2013年からは背番号7を背負うことになった。クラブでFWの選手が7を着けるのは榊が初めてとなる。
2014年7月19日、練習中に負傷。後日、右足首三角骨の切除手術を行った。

### SVホルン
2015年、榊はオーストリア・レギオナルリーガ東部（オーストリア3部）に属するSVホルンから打診を受け、移籍を前提としたトライアルに参加した。トライアルはオーストリア現地で行われ、6月29日から7月7日までの日程で実施された。榊は練習試合2試合に出場し、6月30日のカラバフFK戦で38分に1得点、7月7日のクレムセルSC戦で65分に1得点 を挙げた。
2015年夏よりSVホルンの運営に関わった本田圭佑は榊を「脅威となる選手」と高く評価。
公式HPを通して「スピードがあり相手にとって脅威となる選手。まだまだ成長できるポテンシャルがあり、優勝を目指す我々のパワーとなってくれると確信しています」と太鼓判を押し、本田圭佑自らが日本代表で着けている4番のユニフォームを榊に与えた。
2015年7月にSVホルンとの正式契約を交わし、7月13日にコンサドーレ札幌が榊のSVホルン完全移籍の決定を発表した。
2015年9月22日に行われたオーストリア・カップ2回戦のレッドブル・ザルツブルク戦で移籍後初となる得点を挙げた ものの、オーストリア・レギオナルリーガ東部（オーストリア3部）でのリーグ戦では結果を残せず、23試合に出場したものの、ほぼ全ての試合で途中交代もしくは途中出場となり、1シーズンを通しての試合出場時間は僅か696分にとどまった。

### 栃木SC
2017年6月28日、栃木SCへ完全移籍。2020年12月、栃木SCとの契約満了が発表された。

### AC長野パルセイロ
2021年、AC長野パルセイロへ加入し、。
ホーム開幕戦である、テゲバジャーロ宮崎戦で移籍後初ゴールを決めた。シーズン終了後、契約満了が発表された。
同年12月9日、フクダ電子アリーナで行われたJリーグ合同トライアウトに出場した。

### VONDS市原
2022年、関東サッカーリーグ1部のVONDS市原への加入が発表された。
2023年12月12日、現役引退を発表した。

## 所属クラブ
- 清水サッカー少年団
- 清水町立清水中学校
- コンサドーレ札幌U-18（札幌西陵高校）
  - 2011年 コンサドーレ札幌 (2種登録)
- 2012年 - 2015年  コンサドーレ札幌
  - 2015年 Jリーグ・アンダー22選抜
- 2015年 - 2017年  SVホルン
- 2017年7月 - 2020年  栃木SC
- 2021年  AC長野パルセイロ
- 2022年 - 2023年  VONDS市原

## 個人成績
| 国内大会個人成績 | 国内大会個人成績 | 国内大会個人成績 | 国内大会個人成績 | 国内大会個人成績 | 国内大会個人成績 | 国内大会個人成績 | 国内大会個人成績 | 国内大会個人成績 | 国内大会個人成績 | 国内大会個人成績 | 国内大会個人成績 |
| 年度             | クラブ           | 背番号           | リーグ           | リーグ戦         | リーグ戦         | リーグ杯         | リーグ杯         | オープン杯       | オープン杯       | 期間通算         | 期間通算         |
| 年度             | クラブ           | 背番号           | リーグ           | 出場             | 得点             | 出場             | 得点             | 出場             | 得点             | 出場             | 得点             |
| 日本             | 日本             | 日本             | 日本             | リーグ戦         | リーグ戦         | リーグ杯         | リーグ杯         | 天皇杯           | 天皇杯           | 期間通算         | 期間通算         |
| ---------------- | ---------------- | ---------------- | ---------------- | ---------------- | ---------------- | ---------------- | ---------------- | ---------------- | ---------------- | ---------------- | ---------------- |
| 2011             | 札幌             | 33               | J2               | 0                | 0                | -                | -                | 1                | 1                | 1                | 1                |
| 2012             | 札幌             | 33               | J1               | 12               | 2                | 5                | 3                | 0                | 0                | 17               | 5                |
| 2013             | 札幌             | 7                | J2               | 12               | 0                | -                | -                | 1                | 0                | 13               | 0                |
| 2014             | 札幌             | 7                | J2               | 9                | 0                | -                | -                | 0                | 0                | 9                | 0                |
| 2015             | 札幌             | 7                | J2               | 0                | 0                | -                | -                | -                | -                | 0                | 0                |
| オーストリア     | オーストリア     | オーストリア     | オーストリア     | リーグ戦         | リーグ戦         | リーグ杯         | リーグ杯         | オーストリア杯   | オーストリア杯   | 期間通算         | 期間通算         |
| 2015-16          | ホルン           | 4                | レギオナル       | 23               | 5                | -                | -                | 1                | 1                | 24               | 6                |
| 2016-17          | ホルン           | 4                | エアステ         | 17               | 1                | -                | -                | 1                | 0                | 18               | 1                |
| 日本             | 日本             | 日本             | 日本             | リーグ戦         | リーグ戦         | リーグ杯         | リーグ杯         | 天皇杯           | 天皇杯           | 期間通算         | 期間通算         |
| 2017             | 栃木             | 27               | J3               | 2                | 0                | -                | -                | -                | -                | 2                | 0                |
| 2018             | 栃木             | 16               | J2               | 13               | 0                | -                | -                | 1                | 0                | 14               | 0                |
| 2019             | 栃木             | 16               | J2               | 14               | 1                | -                | -                | 2                | 1                | 16               | 2                |
| 2020             | 栃木             | 16               | J2               | 22               | 4                | -                | -                | -                | -                | 22               | 4                |
| 2021             | 長野             | 11               | J3               | 17               | 2                | -                | -                | 1                | 0                | 18               | 2                |
| 2022             | V市原            | 18               | 関東1部          | 18               | 6                | -                | -                | -                | -                | 18               | 6                |
| 2023             | V市原            | 11               | 関東1部          |                  |                  | -                | -                |                  |                  |                  |                  |
| 通算             | 日本             | 日本             | J1               | 12               | 2                | 5                | 3                | 0                | 0                | 17               | 5                |
| 通算             | 日本             | 日本             | J2               | 70               | 5                | -                | -                | 5                | 2                | 75               | 7                |
| 通算             | 日本             | 日本             | J3               | 19               | 2                | -                | -                | 1                | 0                | 20               | 2                |
| 通算             | 日本             | 日本             | 関東1部          | 18               | 6                | -                | -                | -                | -                | 18               | 6                |
| 通算             | オーストリア     | オーストリア     | エアステ         | 17               | 1                | -                | -                | 1                | 0                | 18               | 1                |
| 通算             | オーストリア     | オーストリア     | レギオナル       | 23               | 5                | -                | -                | 1                | 1                | 24               | 6                |
| 総通算           | 総通算           | 総通算           | 総通算           | 159              | 21               | 5                | 3                | 8                | 3                | 172              | 27               |

その他の公式戦
| 2015   | J-22   | -      | J3     | 11 | 0 | 11 | 0 |
| 通算   | 日本   | 日本   | J3     | 11 | 0 | 11 | 0 |
| 総通算 | 総通算 | 総通算 | 総通算 | 11 | 0 | 11 | 0 |

出場歴
- 公式戦初出場・初得点 - 2011年10月8日 天皇杯2回戦 対水戸ホーリーホック (札幌厚別公園競技場)
- Jリーグ初出場 - 2012年3月24日 J1第3節 浦和レッドダイヤモンズ戦（札幌ドーム）
- Jリーグ初得点 - 2012年9月15日 J1第25節 柏レイソル戦（日立柏サッカー場）

## タイトル

### クラブ
コンサドーレ札幌U-18
- 高円宮杯U-18サッカーリーグ プレミアリーグ EAST（2011年）

SVホルン
- レギオナルリーガ：1回（2015-16年）

## 代表歴
- U-18日本代表（2011年）
- U-19日本代表（2012年）
  - AFC U-19選手権2012
- U-20日本代表（2013年）